# MLLT11
MLLT11 (англ. MLLT11, transcription factor 7 cofactor) – білок, який кодується однойменним геном, розташованим у людей на 1-й хромосомі. Довжина поліпептидного ланцюга білка становить 90 амінокислот, а молекулярна маса — 10 061.
| 10         |  | 20         |  | 30         |  | 40         |  | 50         |
| ---------- |  | ---------- |  | ---------- |  | ---------- |  | ---------- |
| MRDPVSSQYS |  | SFLFWRMPIP |  | ELDLSELEGL |  | GLSDTATYKV |  | KDSSVGKMIG |
| QATAADQEKN |  | PEGDGLLEYS |  | TFNFWRAPIA |  | SIHSFELDLL |  |            |

A: Аланін

D: Аспарагінова кислота

E: Глутамінова кислота

F: Фенілаланін

G: Гліцин

H: Гістидин

I: Ізолейцин

K: Лізин

L: Лейцин

M: Метіонін

N: Аспарагін

P: Пролін

Q: Глутамін

R: Аргінін

S: Серин

T: Треонін

V: Валін

W: Триптофан

Кодований геном білок за функцією належить до фосфопротеїнів. 
Локалізований у цитоплазмі, цитоскелеті, ядрі.